# Okonin (gromada w powiecie ropczyckim)
Okonin – dawna gromada, czyli najmniejsza jednostka podziału terytorialnego Polskiej Rzeczypospolitej Ludowej w latach 1954–1972.
Gromady, z gromadzkimi radami narodowymi (GRN) jako organami władzy najniższego stopnia na wsi, funkcjonowały od reformy reorganizującej administrację wiejską przeprowadzonej jesienią 1954 do momentu ich zniesienia z dniem 1 stycznia 1973, tym samym wypierając organizację gminną w latach 1954–1972.
Gromadę Okonin siedzibą GRN w Okoninie utworzono 31 grudnia 1961 w powiecie ropczyckim w woj. rzeszowskim z obszarów zniesionych gromad Chechły i Łączki Kucharskie w tymże powiecie.
1 stycznia 1969 z gromady Okonin wyłączono wieś Łączki Kucharskie, włączając ją do gromady Niedźwiada w tymże powiecie, po czym gromadę Okonin zniesiono przez połączenie z gromadą Witkowice w tymże powiecie w nową gromadę Ropczyce z siedzibą GRN w Ropczycach, tamże.